# Condado de Elko
El condado de Elko se encuentra al oeste del estado de Nevada, en los Estados Unidos de América. Según el censo de los Estados Unidos del 2000 su población era de 45.291 habitantes. A 1 de julio de 2009, la población del condado de Elko se estimaba en 51.325 habitantes. La sede del condado es Elko. El condado fue organizado el 5 de marzo de 1869, a partir del condado de Lander.  Por superficie, el condado de Elko es el cuarto mayor condado de los Estados Unidos (aunque su clasificación es más baja si se incluyen los boroughs de Alaska).

## Historia
El condado de Elko fue creado a partir de la parte Este del condado de Lander en 1869. Existen varias teorías sobre la etimología de su nombre. Una explicación consiste en que Elko es una palabra india que significa "mujer blanca" o "hermoso". Otra teoría argumenta que el propietario de ferrocarril Charles Crocker puso el nombre a una estación de ferrocarril después ver los alces (elk en inglés) que vagaban por la zona, y añadió una "o" para formar "Elko".

## Geografía
De acuerdo con la Oficina del Censo de los Estados Unidos, el condado tiene una superficie total de 44.555 km², de los cuales 44.493 km² son tierra y 62 km² (0,14%) son agua. Sin contar los boroughs de Alaska (de los cuales cuatro son mayores), es el cuarto mayor condado por superficie en los Estados Unidos, después del condado de San Bernardino (California), el condado de Coconino (Arizona) y el condado de Nye (Nevada). La mayor parte del condado está dentro de la Gran Cuenca, con áreas a lo largo de la frontera norte que drenan en la cuenca del río Snake. Su rango de elevación se extiende de aproximadamente 1.300 m al borde de las llanuras saladas del desierto del Gran Lago Salado, a los 3.400 m en las montañas Ruby. El río Humboldt nace en el condado de Elko y es una importante fuente de agua del norte de Nevada.

### Condados adyacentes
- Condado de Humboldt - oeste
- Condado de Lander - sudoeste
- Condado de Eureka - sudoeste
- Condado de White Pine - sur
- Condado de Tooele (Utah) - este
- Condado de Box Elder (Utah) - este
- Condado de Cassia (Idaho) - nordeste
- Condado de Twin Falls (Idaho) - nordeste
- Condado de Owyhee (Idaho) - norte

## Demografía
Según el censo de los Estados Unidos del 2000, había 45 291 personas, 15 638 viviendas y 11 493 familias residiendo en el condado. La densidad de población era 1 hab/km². Había 18 456 unidades de alojamiento con una densidad media de 0,38 hab/km².  La composición racial del condado era de un 82,04% blancos, 0,59% negros o afroamericanos, 5,30% nativos americanos, 0,68% asiáticos, 0,11% isleños del Pacífico, 8,50% de otras razas y un 2,78% de dos o más razas. El 19,73% de la población era de origen hispano o latino de cualquier raza.
En las 15.638 viviendas, un 43,00% tenía niños menores de 18 años de edad viviendo en ellas, un 59,30% eran parejas casadas viviendo juntas, un 8,40% era una mujer cabeza de familia sin marido presente y un 26,50% no eran familias. El 20,90% de todas las viviendas estaba habitada por una sola persona y el 4,80% tenía a una persona viviendo sola con 65 años de edad o más. El tamaño medio de las viviendas era 2,85 y el tamaño medio de familia era 3,33.
En el condado la población estaba compuesta por un 32,50% de personas con menos de 18 años de edad, un 8,80% de 18 a 24 años, un 31,50% de 25 a 44, un 21,30% de 45 a 64 años y un 5,90% con 65 o más años de edad. La edad media era de 31 años. Por cada 100 mujeres había 108,80 varones. Por cada mujer de 18 años de edad o más, había 109,40 varones.
Los ingresos medios de una vivienda del condado eran 48.383$, y los ingresos medios de una familia eran 52.206$. Los varones tenían unos ingresos medios de 41.322$ frente a los 24.653$ de las mujeres. La renta per cápita en el condado eran 18.482$. Aproximadamente el 7,00% de familias y el 8,90% de la población estaba por debajo del umbral de la pobreza, de los que el 9,50% tenía menos de 18 años de edad y el 7,60% tenía 65 años de edad o más.

## Partidos políticos
Elko es un área muy conservadora. De 12 funcionarios de condado, 11 estaban registrados en el partido republicano y solo uno era demócrata. En las elecciones presidenciales del 2004, George W. Bush consiguió el 78% de los votos, frente a tan solo el 20% de John Kerry. Tanto el antiguo presidente Jimmy Carter como el presidente George W. Bush hicieron visitas a la ciudad de Elko durante las elecciones del 2006. Estos no eran los primeros presidentes en visitar el condado de Elko: William McKinley lo visitó en 1901; Herbert Hoover hizo su presentación final de campaña como presidente desde un coche de ferrocarril en Elko en 1932; el presidente Roosevelt habló en Carlin en 1938. Además hubo muchas otras figuras políticas de alto nivel que visitaron Elko, incluido el vicepresidente Cheney.
Partidos políticos activos incluyen:
El Partido Demócrata del condado de Elko

El Partido Republicano del condado de Elko

El Partido Independiente

El Partido Verde

El Partido Libertario

## Localidades
| - Arthur - Bullion - Carlin - Cobre - Contact - Currie - Deeth - Delano - Dinner Station - Elko - Halleck | - Hunter - Jack Creek - Jackpot - Jarbidge - Jiggs - Lamoille - Lee - Metropolis - Midas - Montello | - Mountain City - North Fork - Oasis - Osino - Owyhee - Patsville - Pequop - Ryndon - San Jacinto - Shafter | - Shantytown - South Fork - Spring Creek - Thousand Springs - Tuscarora - Twin Bridges - Welcome - Wells - West Wendover - Wild Horse |